# Feignies Aulnoye FC
Câu lạc bộ bóng đá Entente Feignies Aulnoye là một đội bóng đá hiệp hội Pháp. Đội được thành lập vào năm 1951 với tên là Câu lạc bộ thể thao de Feignies và có trụ sở tại Feignies, Pháp. Đội hiện tại đang chơi tại National 3, tức giải hạng 5 nước Pháp. Đội bóng chơi các trận đấu tại Stade Léo Lagrange ở Faggeries.
Faggeries đã có một loạt các lần thăng hạng trong thập kỷ đầu tiên của thế kỷ 21. Gần đây nhất là năm 1999, họ đã chơi ở các khu vực ở giải hạng chín của bóng đá Pháp, tăng lên giải hạng tư của giải đấu Pháp, Championnat de France Amateurs năm 2005, nơi họ chơi một mùa.
Vào mùa hè năm 2016 SC Feignies sáp nhập với đội bóng bên cạnh AS Aulnoye-Aymeries, người đã bị rớt khỏi CFA 2 vào cuối mùa giải 2015-16, để thành lập câu lạc bộ hiện tại.